# 1984 (televíziós reklám)
Az „1984” – azóta kultikussá vált – reklám tette ismertté az Apple Macintosh személyi számítógépet. A reklámot 1984. január 22-én mutatták be a XVIII. Super Bowl harmadik negyedét követő reklámblokkban.

## A gyártás
1983-ban Steve Jobs egy forradalmi reklámot szeretett volna készíttetni az új Macintosh gépnek, ami a cég nagy reményű új számítógépe volt. A feladatot Lee Clow végezte a Chiat/Day ügynökségnél. Az 1984-es céldátum miatt hamar olyan terv bontakozott ki, ami asszociált George Orwell 1984 című regényével. Miután Jobsnak is megnyerte tetszését az ötlet, e témára építették fel a reklám cselekményét és mondanivalóját. A hatvan másodperces reklám forgatókönyvét Steve Hayden írta és Brent Thomas volt a művészeti vezető. A rendezéssel Ridley Scott-ot bízták meg, aki nem sokkal előtte fejezte be a Szárnyas fejvadász (1982) forgatását. Bár az Apple elnökének, Sculley-nak nem tetszett az ötlet, de Jobs kiharcolta az akkor példa nélküli 750 ezer dolláros forgatási keretet. A forgatás Londonban zajlott. Scott bőrfejűeket használt a befolyásolt tömeg megjelenítésére, a „hősnő” egy diszkoszvető, Anya Major volt és a „nagy testvért” pedig David Graham személyesítette meg.
Elsőnek az Apple vezetősége tekinthette meg az elkészült reklámot 1983 decemberében. Kivétel nélkül úgy vélték, hogy a reklám csapnivalóan rossz. Ezért úgy döntöttek, hogy nem mutatják be az anyagot a drága percdíjat jelentő Super Bowl reklám blokkjában. „Úgy érted, tényleg ezt akarod megmutatni?” – kérdezte az Apple befektetője Mike Markkula Jobstól. Az elkeseredett Jobs megmutatta barátjának, az Apple társalapítóján, Steve Wozniaknak is a reklámot, aki annyira lelkes lett, hogy felajánlotta, hogy kifizeti a 800 ezer dolláros reklámidő felét. Végül erre nem lett szükség, mert a legnagyobb (60 másodperc) reklám blokk időt már nem tudta az Apple visszaváltani – Clow elmondása szerint nem is erőltették –, így a reklámot mégis leadták.
A filmet az elhíresült egyetlen alkalmon kívül kereskedelmi tévében csak egyszer vetítették. Hogy a hirdetés indulhasson a reklámok díjáért, még 1983-ban az idahói Twin Falls tévéadásában adták le a korai órákban.

## A történet
A felvételen egy hősnőt láthatunk piros rövidnadrágban és egy Apple pólóban, amint egy orwelli világon fut keresztül – szolgáknak tűnő kopasz férfiakkal teli előadótermen –, hogy egy kalapáccsal – az IBM-et ábrázoló – széttörje a Nagy Testvért mutató hatalmas kivetítőt. A következő kép az alábbi üzenetet írta ki: „Január 24-én az Apple Computer bemutatja a Macintosh-t, melytől 1984 nem lesz olyan, mint az 1984.”'

## Hatása

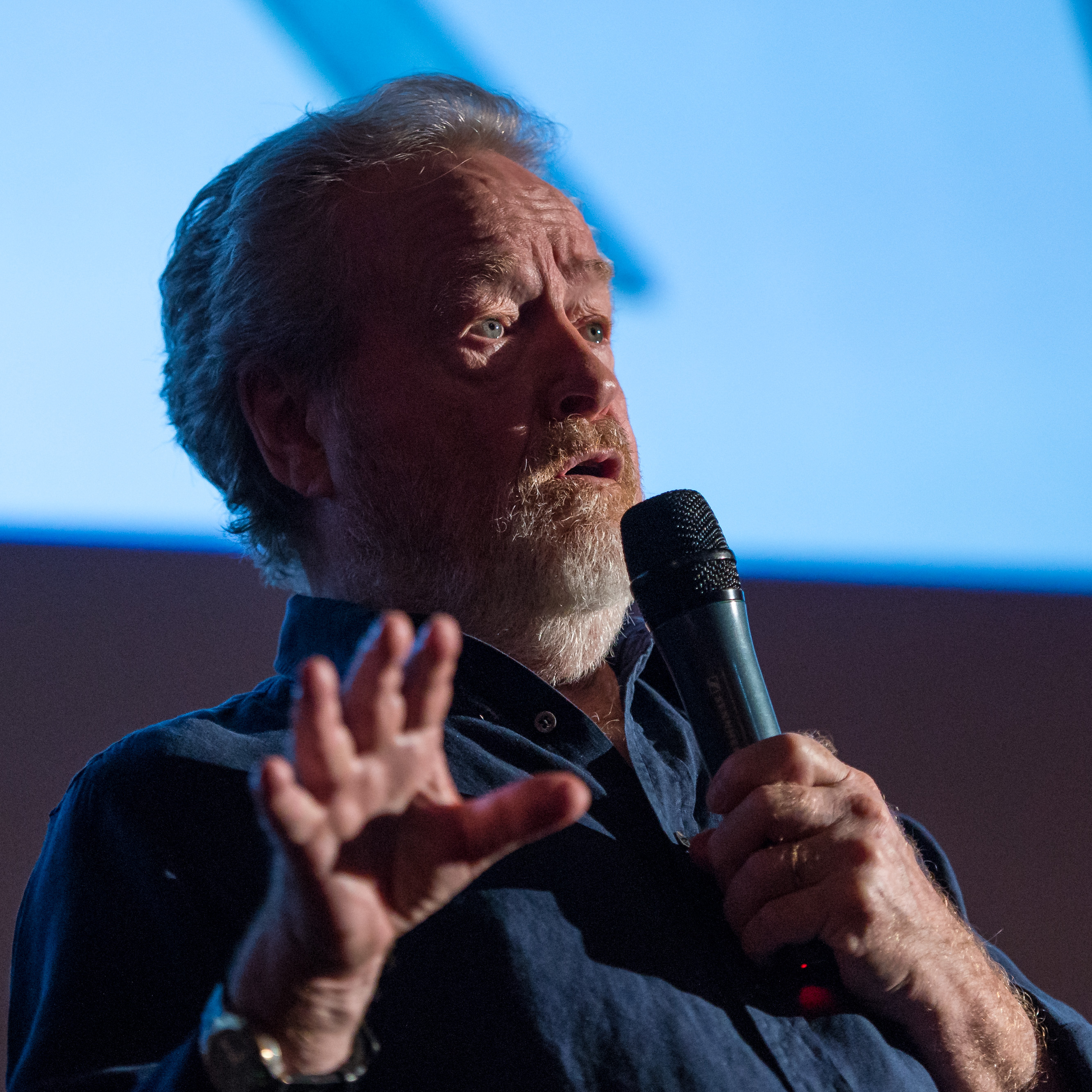
Ridley Scott, a reklámfilm rendezője

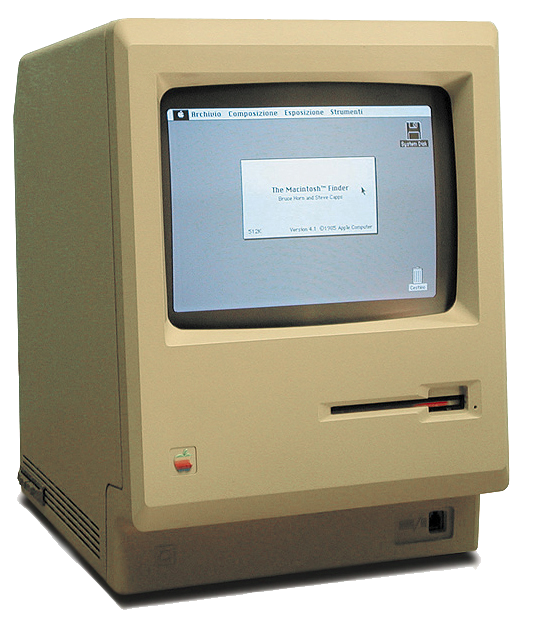
A hirdetés tárgya: az új Macintosh

Az Apple Computer az 1984-es, 60 másodperces TV-reklámját az NFL SuperBowl XVIII harmadik negyedét követő reklámblokkban játszották le. A reklámfilmet ekkor 96 millió ember láthatta. A hirdetés ekkor került először és utoljára tévéműsor adásába, de több tucat hír- és talk-műsor játszotta le újra, így ez a tévétörténet egyik legemlékezetesebb hirdetése.
Annak ellenére, hogy az Apple csak egyszer mutatta be a nagy nyilvánosságnak, olyan hatást keltett a médiában, hogy sok későbbi ingyenes tévésugárzást kapott. Még aznap három országos adó és ötven helyi állomás foglalkozott a témával. Akkoriban a Nielsen-osztályozás úgy becsülte, hogy a hirdetés Amerika háztartásainak közel 50%-át elérte.
Két nappal a Super Bowl után a cupertinoi DeAnza College Flint Centerében tartotta az Apple az éves részvényesi gyűlését. Itt újra levetették az 1984 tévéreklámot, majd Steve Jobs mutatta be a Macintosht.,
1994-ben orosz televízióban futott a hirdetés az Apple megrendelésére.
Ezt a reklámot gyakran szavazzák első helyre a befolyásos marketingkampányokról szóló kérdőívekben. Például az Advertising Age az „Az évtized reklámfilmjé”-nek (Commercial of the Decade) nevezte, 1999-ben pedig az amerikai TV Guide első helyen szavazta meg minden idők ötven legjobb reklámja között (50 Greatest Commercials of All Time).
A film újra felszínre került az 1990-es évek végén, amikor az Apple elérhetővé tett egy Quicktime verziót a reklámról, melyet le lehetett tölteni az internetről, majd 2004-ben, egy 20. évfordulós változattal, amely az iPodot hirdette.

### 1985
A sikeren felbuzdulva Lee Clow és Jobs 1985-ben is meghökkentő reklámfilmmel készült az IBM ellen. A forgatást Tony Scott végezte és a „Lemmings” (Lemingek) munkacímet kapta. Az új reklámfilm az 1984 heroikus hangulatához képest sötétebb és negatívabb lett, ami nem csak az IBM-et degradálta ezúttal hanem a vevő célcsoportnak számító vállalatvezetőket is. Az Apple vezetőségnek ezúttal se tetszett az anyag, de Lee Clow azzal vágott vissza, hogy ha rajtuk múlt volna, akkor az 1984-et se adják le. Jobs megnövekedett tekintélyének és az 1984-es reklám sikerének köszönhetően végül leadták a reklámot a következő Super Bowl alatt. A reklám sikertelen lett és Amerikában főképp negatív visszajelzést kapott.

## Szöveg
A Nagy Testvér szövege, amely szinte az egész reklám alatt hallható:
„Ma megünnepeljük az Információtisztítási Irányelvek első dicső évfordulóját. A történelemben először megalkottuk a tiszta ideológia kertjét, ahol minden dolgozó védett az egymásnak ellentmondó igazságok kárától. A Gondolatok Egyesítése sokkal erőteljesebb fegyver, mint bármely flotta vagy hadsereg a földön. Egyek vagyunk, egy akarattal, egy szándékkal, egy okból. Ellenségeinknek a halálukig kell beszélniük magukat, és mi majd eltemetjük őket saját zűrzavarukban. Nekünk kell uralkodnunk!”
„Today, we celebrate the first glorious anniversary of the Information Purification Directives. We have created, for the first time in all history, a garden of pure ideology. Where each worker may bloom secure from the pests of any contradictory truths. Our Unification of Thoughts is more powerful a weapon than any fleet or army on earth. We are one people, with one will, one resolve, one cause. Our enemies shall talk themselves to death and we will bury them with their own confusion. We shall prevail!”